# Арон Космински
Арон Космински (енгл. Aaron Kosminski; Клодава, 11. септембар 1865 — Вотфорд, 24. март 1919) био је лондонски фризер који је у септембру 2014. године постао главни осумњичени да је био најпознатији светски убица Џек Трбосек. Космински је био пољски Јевреј који је емигрирао у Енглеску 1888. године. Радио је у Вајтчепелу, делу Лондона у коме су се између 1888. и 1891. године десила убиства и 5 жртава је приписано Џеку Трбосеку.
У септембру 2014. године се десио преокрет који је Косминског прогласио за главног осумњиченог. Наиме, митохондријска ДНК пронађена на месту убиства Кетрин Едоуз поклапа се са ДНК Косминског. Због тога је установљено како је Космински највероватније био Џек Трбосек.
Због његовог лудог понашања неколико пута је отпуштен. Његово лудило је почело стварати и халуцинације (страх од хране и других људи). Узрок његовог лудила била је шизофренија. Због страха од хране, јако је мало јео, па је зато био ужасно мршав у задњим годинама живота. До фебруара 1919. године био је тежак само 44 килограма. Умро је месец дана после, са 53 године.